# Давид Грамматик
Давид Грамматик, Давит Керакан (арм. Դավիթ Քերական) (даты рождения и смерти неизвестны) — армянский писатель и грамматик V—VI веков.  Яркий представитель грекофильской школы раннесредневековой Армении.

Биографические данные не сохранились. Известен как автор «Толкования грамматики» — комментария к «Искусству грамматики» Дионисия Фракийского. Был одним из основателей грамматической науки в Армении, занимался этимологиями, эстетикой, определением теории музыки. Давид внес особый вклад в классификации принципов этимологии армянского языка. Написал поэму патриотического характера, от которой сохранились только отрывки. Даёт важные сведения о культуре Армении в поздней античности, в частности рассказывает об армянском народном театре, гусанах, фокусниках и канатоходцах. В своих научно-эстетических взглядах делит искусства на три вида — «злое», наносящее вред обществу, «доброе», приносящее пользу, и «среднее», бесполезное и безвредное. К «злому» относит фокусников и чародеев, к «доброму» — духовное пение, к «среднему» — танцы и театр. В «Толкование грамматики» Давид пишет:
Природа человека состоит из двух частей: духовной и телесной. Соответственно с этим всякое искусство относится либо к одному, либо к другому, носит характер либо теоретический, либо практический. Как теоретическое, так и практическое искусства одинаково разделяются натрое: на доброе, злое и среднее. Для искусства разумного добрым будет сочинительство, при помощи истинной добродетели, духовных книг либо песен, злым будет колдовство и чародейство, а средним — искусство скрытного, неслышимого пения для самого себя, а также танец и всякое подобное.
Ранние исследователи путали Давита Керакана с его современником Давидом Непобедимым, поскольку в древних текстах стоит только имя Давид. Но уже Н. Адонц установил что за одним этим именем скрывается несколько человек. Дальнейшие исследования полностью подтвердили это. Для отличия философских сочинений Давида Непобедимого от сочинений по грамматике, явно написанных другим лицом, В. Чалоян после имени Давид добавил к нему слово «Керакан» (грамматик). Такое обозначение закрепилось в академической науке. Таким образом, наименование Керакан — условное.
В Матенадаране хранятся три списка «Истолкования грамматики» Давида — в рукописях №5596 (XII—XIII века), №1746 (1280 год) и №1115 (1409 год).